# Rey Washam
Rey Washam (Austin, 14 marzo 1961) è un batterista statunitense, noto per la sua militanza nei Ministry e per la sua intensa attività di turnista, svolta soprattutto con il chitarrista Helios Creed e con gli Hand of Glory.

## Biografia

### Gli inizi e gli Scratch Acid
Raggiunse la fama negli anni 1980, quando si unì ai Ministry. Da allora fu richiesto turnista per moltissimi artisti. Washam si è esibito con uno Scratch Acid temporaneamente riunito nel concerto per il 25º anniversario della Touch and Go Records, che ha avuto luogo il 9 settembre 2006 a Chicago, Illinois.
Lo spettacolo di Chicago ha anche generato altri due spettacoli di reunion: ad Austin, in Texas, prima del concerto per il 25º anniversario della Touch and Go Records, e il 16 settembre 2006, a Seattle, Washington.

## Discografia

### Come membro ufficiale
Con i Ministry
- 1983 - With Sympathy
- 1996 - Filth Pig
- 1999 - Dark Side of the Spoon

Con i Big Boys
- 1981 - Where's My Towel/Industry Standard
- 1983 - Lullabies Help the Brain Grow
- 1984 - No Matter How Long the Line Is at the Cafeteria, There's Always a Seat

Con i Rapeman
- 1989 – Two Nuns and a Pack Mule

Con gli Scratch Acid
- 1986 - Just Keep Eating

Con i Lard
- 1997 - Pure Chewing Satisfaction

Solista
- Charming Psychotic, 2007

### Turnista (parziale)
- The Last Laugh (1989), Helios Creed
- Boxing the Clown (1990), Helios Creed
- Lactating Purple (1991), Helios Creed
- Kiss to the Brain (1992), Helios Creed
- Your Choice Live Series (1993), Helios Creed
- Hold Yer Breath, (1998), Sangre de Toro
- Flour, 1991, Flour
- Daddy Longhead, 1992, Daddy Longhead